# 粗尾獭负鼠
粗尾獭負鼠（Lutreolina crassicaudata）是负鼠科獭负鼠属的一种。这个属除粗尾獭负鼠外，还有于2014年命名、生活在更高海拔地区的马氏獭负鼠（Lutreolina massoia）。

## 描述
粗尾獭负鼠的体态类似鼬和美洲水貂，它们被有浓密的皮毛，深黄色或棕色。四肢短。尾巴根部的毛非常浓密。和其它负鼠不同，粗尾獭负鼠不能用它们的尾巴来抓住树枝作为攀腾的工具。耳小，圆形，嘴短。粗尾负鼠的总长度在21至45厘米之间，尾部长21至31厘米，重200至550克。

## 分布和生活方式
粗尾獭负鼠生活在南美洲的两个不相连的地区，其在北部的分布区包括哥伦比亚、委内瑞拉、圭亚那以及玻利维亚中部，其在南部的分布区包括巴西南部和阿根廷北部。
粗尾獭负鼠一般生活在草原、河岸林地和沼泽地区。粗尾獭负鼠高度亲水，往往生活在永久性的河流和湖泊周围。它们主要在地面上活动，但也擅长爬树和游泳。粗尾獭负鼠夜间行动。白日里则在草和芦苇筑的巢里睡觉，有时它们也会在洞或者其它动物留下来的里巢睡觉。在负鼠中它们是比较群居的。有报道说有一只雄鼠和两只雌鼠一起生活的。
粗尾獭负鼠是所有负鼠中肉食性最强的。它们的猎物包括小的脊椎动物（啮齿动物、鸟、爬行动物、蛙和鱼）、昆虫和虾，此外它们还吃少量果实。有它们进入鸡圈和鸽圈捕食家禽的报道。

## 繁殖
雌鼠每年可以生产两次，怀孕期为两个星期。一开始幼鼠生活在雌鼠的带里，后来在叶子做的巢中。粗尾负鼠的哺乳期和性成熟期不明，寿命顶多三年。

## 威胁
过去有人因为它们的皮毛捕杀粗尾獭负鼠，但是由于这些皮毛的品質不高，因此现在已经没有人因此捕杀它们了。在一些地方（比如阿根廷北部）由于它们的生活环境被破坏它们数量减少，总的来看粗尾獭负鼠的数量很高，因此没有受到威胁。

## 书籍
- Ronald M. Nowak: Walker’s Mammals of the World. Johns Hopkins University Press, Baltimore 1999.  ISBN 0-8018-5789-9

1. ↑  Lew, D., Pérez-Hernandez, R., de la Sancha, N., Flores, D. & Teta, P. . The IUCN Red List of Threatened Species 2011.   [18 January 2012]. Database entry includes justification for why this species is of least concern